# 西尾郵便局
西尾郵便局（にしおゆうびんきょく）は、愛知県西尾市にある郵便局である。民営化前の分類では集配普通郵便局であった。

## 概要

### 住所
- 〒445-8799：愛知県西尾市丁田町五助40-2

### 出張所（局外ATM）
2007年（平成19年）10月1日の民営化までは以下の場所に出張所としてATMを設置していた。現在も同じ場所にATMがあるが、管理はゆうちょ銀行名古屋支店となっている。
- おしろタウンシャオ内出張所
- ファミリータウンミカ内出張所

## 沿革
- 1871年4月20日（明治4年3月1日） - 日本の近代郵便制度の創設とともに西尾郵便取扱所として開設[1]。
- 1873年（明治6年） - 西尾郵便役所となる。
- 1875年（明治8年）1月1日 - 西尾郵便局（四等）となる。同年、為替取扱を開始。
- 1878年（明治11年）11月2日 - 貯金取扱を開始。
- 1890年（明治23年）5月1日 - 西尾郵便電信局となる。
- 1903年（明治36年）4月1日 - 通信官署官制の施行に伴い西尾郵便局となる。
- 1956年（昭和31年）9月21日 - 電話通話および和文電報受付事務の取扱を開始[2]。
- 1958年（昭和33年）3月1日 - 西尾丁田簡易郵便局の廃止に伴い、取扱事務を承継。
- 1961年（昭和36年）2月16日 - 西尾市永楽町五丁目から、同市花ノ木町二丁目に局舎を新築、移転。
- 1992年（平成4年）8月24日 - 西尾市花ノ木町二丁目から、同市丁田町五助に移転。
- 1998年（平成10年）9月1日 - 外国通貨の両替および旅行小切手の売買に関する業務取扱を開始。
- 1999年（平成11年）4月12日 - 平坂郵便局（〒444-0399→〒444-0305）より集配業務を移管。
- 2007年（平成19年）10月1日 - 民営化に伴い、併設された郵便事業西尾支店に一部業務を移管。
- 2012年（平成24年）10月1日 - 日本郵便株式会社発足に伴い、郵便事業西尾支店を西尾郵便局に統合。

## 取扱内容
- 郵便、印紙、ゆうパック、内容証明
- 貯金、為替、振替、振込、国際送金、外貨両替・トラベラーズチェック、国債、投資信託
- 生命保険、バイク自賠責保険、自動車保険、変額年金保険
- ゆうちょ銀行ATM
- 「444-03xx」「445-00xx」「445-08xx」区域（西尾市（合併以前からの西尾市域））の集配業務
- ゆうゆう窓口

## 周辺
- ヴェルサウォーク西尾
- 西尾市役所
- 西尾保健所
- 西尾警察署
- 西尾信用金庫本店
- 西三河農業協同組合本店
- 西尾市立花ノ木小学校
- ケンタッキーフライドチキン
- セブンイレブン
- 杉浦眼科
- 加藤皮膚科
- 西尾市立西尾中学校
- かどや

## アクセス
- 名鉄西尾線 西尾駅から徒歩で約12分。
- 名鉄東部交通バス「西尾郵便局前」停留所下車。
- 国道23号（岡崎バイパス）小島江原インターから南西へ約2.5km、西尾東インターから西へ約3km。
- 駐車場あり：14台